# Línea 610 (TITSA)
La línea 610 de TITSA une el campus universitario de Anchieta de la Universidad de La Laguna en San Cristóbal de La Laguna con la Residencia de estudiantes Parque Las Islas (RUPI), pasando por el campus de Guajara y finalizando su recorrido también en el campus de Anchieta.

## Horario e itinerario
Campus Anchieta (Avda. Astrofísico Fco. Sánchez) - C/ San Fco. de Paula - Avda. República de Venezuela - Avda. Pablo Iglesias - C/ Morales - C/ Delgado Barreto - Campus Central - Cruz de Piedra - Avda. Los Menceyes - Gracia - Campus de Guajara - Avda. César Manrique - Residencia Parque Las Islas (Camino Las Mantecas) - Hospital Universitario de Canarias - Ctra. Cuesta-Taco - Autopista Norte (TF-5) - Campus de Guajara - Campus Central (Avda. Trinidad) - Campus Anchieta (Avda. Astrofísico Fco.Sánchez).

| Laborables lectivos |        |
| de 07:15 a 21:15    | 60 min |

- Datos: Q5986676